# Sven Verdonck
Sven Verdonck (Herentals, 30 januari 1988) is een Belgisch voormalig voetballer die doorgaans als verdediger speelde.

## Carrière
Verdonck is een centrale verdediger, die zijn jeugdopleiding bij KFC De Vrijheid Herselt en K. Lierse SK kreeg maar later naar KRC Genk verkaste. In het seizoen 2005/2006 wist hij daar een basisplaats te bemachtigen in het eerste elftal, onder meer door de blessures van verdedigers Gert Claessens en Hans Cornelis. Verdonck speelde echter zo sterk dat hij zijn plaats in het eerste elftal behield. In de zomer van 2006 liep hij een zware blessure op, waardoor hij de competitiestart miste. Tijdens het seizoen 2007-2008 wordt hij uitgeleend aan FC Brussels, maar werd met de winterstop alweer terug gehaald naar Genk. In het seizoen 2009-2010 vertrekt hij definitief bij Genk. Hij vervoegt de rangen van de Nederlandse tweedeklasserklasser Fortuna Sittard. Nadat hij betrapt werd op het gebruik van doping keerde hij terug naar België waar hij onderdak vond bij vierdeklasser Witgoor Dessel. In het seizoen 2013-2014 speelde hij bij tweedeklasser AS Verbroedering Geel waar hij evenwel geen basisplaats kon afdwingen. Vanaf het seizoen 2014-2015 keerde hij terug naar zijn oude club Witgoor Dessel in Bevordering C. Een jaar later verhuisde hij naar FC De Kempen in de hoogste provinciale reeks van de provincie Antwerpen.

## Dopinggebruik
Na een wedstrijd met Fortuna Sittard in april 2010 werd hij betrapt op het gebruik van anabole steroïden. Hij gaf toe het product stanozolol gebruikt te hebben na een blessure. Hij werd in augustus 2010 Fortuna ontslagen en door de Nederlandse voetbalbond voor twee jaar geschorst.